# Shido Tsumori
Shido Tsumori, född 19 september 2003, är en japansk fäktare som tävlar i sabel.

## Karriär
Vid asiatiska mästerskapen 2025 i Bali tog Tsumori guld i lagtävlingen i sabel tillsammans med Mao Kokubo, Kaito Streets och Kento Yoshida.